# スタイル・カウンシル
スタイル・カウンシル（The Style Council）は、イギリスのポップ・ロックバンド。1982年の暮れに結成、1990年3月に解散した。メンバーは流動的であったが、基本的にはリーダーであるポール・ウェラー（Paul Weller：ボーカル、ギター）、ミック・タルボット（Mick Talbot：キーボード）を基本メンバーとし、加えてD.C.リー（D.C. Lee：ボーカル）、スティーヴ・ホワイト（Steve White：ドラム）の4人で構成されることが多かった。発表した作品のうち7作が、イギリスのヒットチャートでトップ10入りした。

## 略歴
イギリスのモッズ/パンクバンド、ザ・ジャムの解散後、ポール・ウェラーは、ミック・タルボットと共にスタイル・カウンシルを結成した。
1983年3月にシングル「スピーク・ライク・ア・チャイルド」が、全英シングルチャートで最高位4位を記録。8月にリリースされたシングル「ロング・ホット・サマー/ザ・パリス・マッチ」は、全英シングルチャートで最高位3位を記録。
1984年、ファースト・アルバム『カフェ・ブリュ』が、全英アルバムチャートで最高位2位を記録。
1985年、セカンド・アルバム『アワ・フェイヴァリット・ショップ』を発売。同作ではアヴァンギャルドなサウンド・テイストをわずかに薄めて、モータウンのようなポップ性が前面に出された。全英アルバムチャートで第1位を記録。同作からシングルカットされた「タンブリング・タウン」は、全英シングルチャートで最高位6位を記録。
1987年、アルバム『ザ・コスト・オブ・ラヴィング』が全英アルバムチャートで最高位2位を記録し、同作からシングルカットされた「イット・ディドゥント・マター」が全英シングルチャートで最高位9位を記録。しかし、この時期からヒットチャートでの成績が衰退するようになり、1988年に発売されたアルバム『コンフェッション・オブ・ア・ポップ・グループ』は発売初週に15位を記録した後、4週目にチャート圏外に落ちた。同作は批評家からも否定的な評価を受けた。その後、メンバーの音楽的探究心の肥大に伴って生じた不和が大きくなり、1990年に解散。

## ディスコグラフィ
※「最高位」は、全英アルバムチャートでの順位。

### スタジオ・アルバム
| タイトル                                     | タイトル                    | 備考 | 最高位 |
| 邦題                                         | 原題                        | 備考 | 最高位 |
| -------------------------------------------- | --------------------------- | --- | ------ |
| カフェ・ブリュ                               | Café Bleu                   | - 発売日 : 1984年3月1日 - レーベル : ポリドール、ゲフィン - アメリカでは『My Ever Changing Moods』というタイトルで発売された。 - 英国レコード産業協会からゴールド認定を受けた。 | 2      |
| アワ・フェイヴァリット・ショップ             | Our Favourite Shop          | - 発売日 : 1985年5月1日 - レーベル : ポリドール、ゲフィン - アメリカでは『Internationalists』というタイトルで発売された。 - 英国レコード産業協会からゴールド認定を受けた。      | 1      |
| ザ・コスト・オブ・ラヴィング                 | The Cost of Loving          | - 発売日 : 1987年1月25日 - レーベル : ポリドール - 英国レコード産業協会からゴールド認定を受けた。                                                                               | 2      |
| コンフェッション・オブ・ア・ポップ・グループ | Confesstions of a Pop Group | - 発売日 : 1988年6月18日 - レーベル : ポリドール - 英国レコード産業協会からゴールド認定を受けた。                                                                               | 15     |
| モダニズム: ア・ニュー・ディケイド           | Confesstions of a Pop Group | - 発売日 : 1998年10月19日 - レーベル : ポリドール - 1989年録音 | —      |
| 「—」は、チャート圏外を表す。                |                             | |        |

### EP
- 『スピーク・ライク・ア・チャイルド』 - Introducing the Style Council (1983年)

### ライブ・アルバム
| タイトル                   | タイトル                     | 備考 | 最高位 |
| 邦題                       | 原題                         | 備考 | 最高位 |
| -------------------------- | ---------------------------- | --- | ------ |
| ホーム・アンド・アブロード | Home and Abroad              | - 発売日 : 1986年5月1日 - レーベル : ポリドール、ゲフィン - 英国レコード産業協会からゴールド認定を受けた。 | 8      |
| イン・コンサート           | The Style Council in Concert | - 発売日 : 1998年2月2日 - レーベル : ポリドール                                                            | 150    |

### コンピレーション・アルバム
- 『グレイテスト・ヒッツ: シンギュラー・アドベンチャーズ』 - The Singular Adventures of the Style Council – Greatest Hits Vol. 1 (1989年) ※シングル集
- 『ヘッドスタート・フォー・ハピネス』 - Headstart for Happiness (1989年)
- 『エクストラズ』 - Here's Some That Got Away (1993年) ※未発表音源集
- 『コレクション』 - The Style Council Collection (1996年)
- 『ザ・スタイル・カウンシル』 - Classic Style Council: The Universal Masters Collection (1999年)
- 『ザ・スタイル・カウンシル・グレイテスト・ヒッツ』 - Greatest Hits (2000年)
- The Collection (2001年)
- 『ザ・サウンド・オブ・ザ・スタイル・カウンシル』 - The Sound of the Style Council (2003年)
- 『ゴールド』 - Gold (2006年)
- 『ロング・ホットサマーズ: ザ・ストーリー・オブ・ザ・スタイル・カウンシル』 - Long Hot Summers: The Story of the Style Council (2020年)

### ボックスセット
- 『シングル・ボックス』 - Keeps on Burning – The Style Council Singles (1987年) ※日本限定
- 『コンプリート・アドヴェンチャーズ・オブ・ザ・スタイル・カウンシル』 - The Complete Adventures of the Style Council (1998年) ※5枚組
- 『キープス・オン・バーニング～ザ・スタイル・カウンシル・ボックス』 - Keeps on Burning (2007年) ※10枚組
- Classic Album Selection (2013年) ※6枚組

### 映像作品
- What We Did on Our Holidays – The Video Singles (1983年)
- Far East & Far Out – Council Meeting in Japan (1984年)
- 『ポスト・モダン』 - Post Modern (1984年)
- What We Did the Following Year – The Video Singles (1985年)
- 『ライヴ・イン・ロンドン'85』 - Showbiz – The Style Council, Live! (1986年)
- 『エルサレム』 - Jerusalem (1987年)
- 『コンフェッション・オブ・ア・ポップ・グループ』 - Confessions of a Pop Group (1988年)
- 『グレイテスト・ビデオ・ヒッツ』 - The Video Adventures of the Style Council (1989年)
- 『ライヴ・アット・フルハウス』 - Live at Full House (1989年) ※日本限定
- 『ザ・スタイル・カウンシル・オン・フィルム』 - The Style Council on Film (2003年)
- The Universal Masters DVD Collection (2005年) ※アメリカ限定
- 『ザ・スタイル・カウンシル～THE BEST 2000 DVD』 - Essential Videos (2007年)

## 日本公演
- 1987年
4月2日 神戸国際会館、3日,4日,5日 両国国技館